# 타우마스

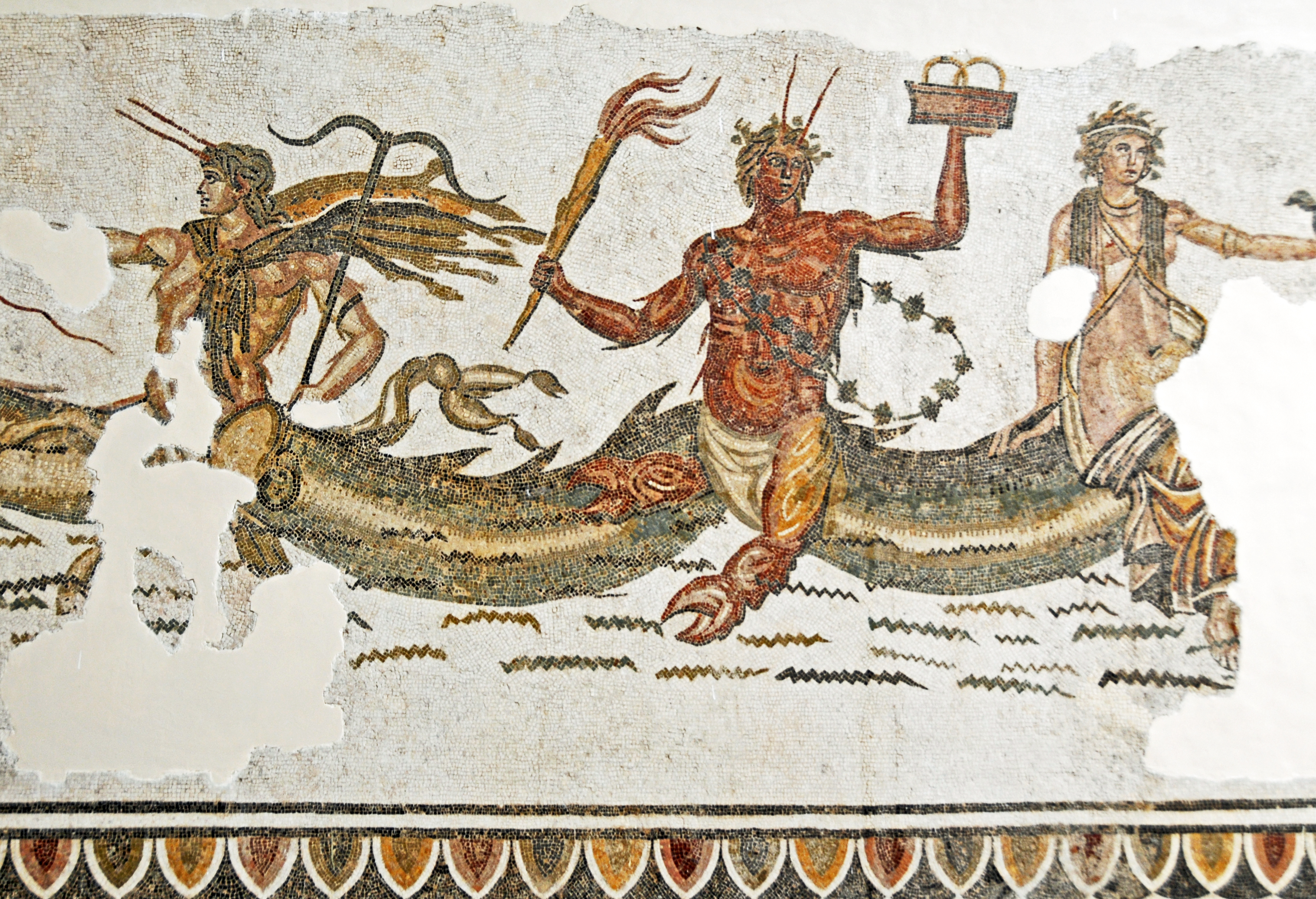

타우마스(그리스어: Θαῦμας - "놀라움", "경이로움" 의 뜻)는 그리스 신화에서 초기의 신 중의 하나이다.
폰토스(‘바다’)와 가이아(‘대지’) 사이에 태어난 아들로 ‘바다의 노인’이라고 불리는 네레우스, 포르퀴스와 형제 사이이며, 케토, 에우리비아 와는 남매지간이다. 오케아니스 중의 하나인 엘렉트라와 결혼하여 하르퓌이아이, 이리스, 아엘로, 오퀴페테, 아르케를 낳았다. 이들은 빠른 날개를 가진 존재로 바람과 새들과 견주는 허공을 나르는 존재들이다. (헤시오도스, 신통기 265~269행. )
타우마스라는 이름의 켄타우로스도 있다.